# Robert Jemison Van de Graaff

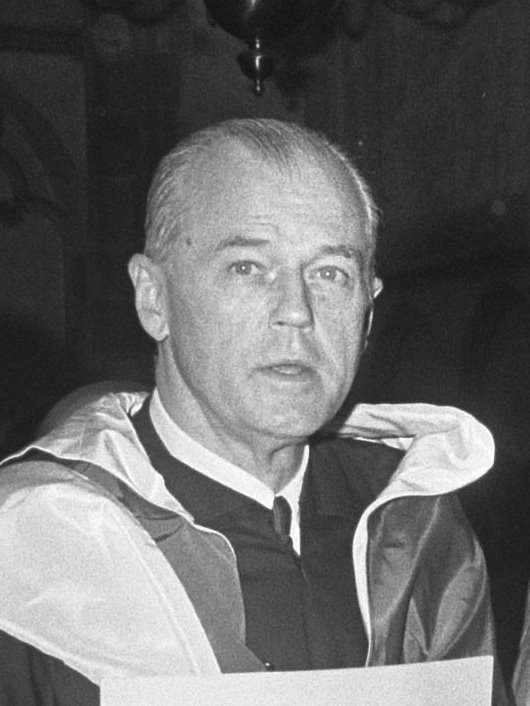
Robert Van de Graaff (Utrecht, 1966)

Robert Jemison Van de Graaff (* 20. Dezember 1901 in Tuscaloosa, Alabama; † 16. Januar 1967 in Boston) war ein US-amerikanischer Physiker. 
Nach einem Maschinenbaustudium an der University of Alabama (Masterabschluss 1923) studierte Van de Graaff in Paris bei Marie Curie und an der Universität Oxford Physik. 1926 erwarb er den Bachelor-Abschluss in Oxford, wo er 1928 promovierte. 1929 bis 1931 war er als Fellow des National Research Council an der Princeton University und 1931 bis 1934 als Research Associate am Massachusetts Institute of Technology (MIT). 
1934 wurde er am MIT Associate Professor of Physics. 1935 wurde er in die American Academy of Arts and Sciences gewählt.
Van de Graaff war von 1946 bis 1967 Chefwissenschaftler der High Voltage Engineering Corporation.
1929 entwickelte er den Van-de-Graaff-Generator und auf dessen Grundlage den Van-de-Graaff-Beschleuniger. 
1966 erhielt er den Tom-W.-Bonner-Preis für Kernphysik der American Physical Society, deren Fellow er seit 1934 war.
1970 wurde der Mondkrater Van de Graaff nach ihm benannt.